# 环球电台
环球电台（英语：Trans World Radio，缩写为：TWR）是一个跨国基督教福音广播电台。环球电台从14个国家，使用中波或大功率调频发射器、短波以及通过当地电台、电缆、人造卫星和互联网，达到160个国家、230种语言和方言区的数百万人。
环球电台拥有许多节目，其中一些由电台职员制作，另一些来自其他机构如“Thru the Bible”和“Insight for Living”。
环球电台的国际总部位于美国北卡罗来纳州卡瑞。总部和世界各地的职员来自美国、加拿大和各个广播目标国。
2006年，英国总部从巴斯迁往曼彻斯特。

## 历史
环球电台开始于1952年，当时保罗·弗里德（Paul Freed）从摩洛哥向西班牙发射广播。后来，环球电台被驱逐出摩洛哥，转移至摩纳哥。在摩洛哥曾经多年使用的大功率发射器是二战后纳粹所抛弃的。其他主要的发射地点还有关岛、博奈爾島、斯里兰卡、塞浦路斯和斯威士兰。

## 语言
环球电台使用230种语言向全球广播。
汉语普通话、广州话、蒙古语、维吾尔语、藏语、彝语、英语、日语、韩语、越南语、高棉语、乌兹别克语、阿拉伯语、土耳其语、法语、意大利语、葡萄牙语、马拉加斯语等等。

## 中文广播
环球电台的中文广播开播于1954年。平均每日播出6小时，由关岛发射，呼号为KTWR-SW。其中文广播总部设在香港。

### 收听频率
| 时间        | 频率     |
| 18:00-19:00 | 15235kHz |
| 19:00-20:30 | 9910kHz  |
| 19:15-19:30 | 11915kHz |
| 20:15-22:45 | 9975kHz  |

※时间＝UTC+8